# Chișinău
Chișinău (IPA: [ki.ʃi.'nəw], đọc là Ki-si-nâu), hay còn được biết đến là Kishinev (tiếng Nga: Кишинёв/Kishinyov, trước đây phát âm tiếng Việt là Ki-xi-nhép  hoặc Ki-xi-nhốp) là thủ đô đồng thời là trung tâm công nghiệp thương mại của Moldova. Đây là thành phố lớn nhất Moldova, nó nằm ở trung tâm Moldova trên con Sông Bîc. Về kinh tế thì đây là thành phố giàu nhất Moldova và là một trong những trung tâm công nghiệp và giao thông lớn nhất của vùng. Đây là thành phố có các điều kiện học tập tốt nhất ở Moldova và thành phố này cũng có một không gian cây xanh lớn hơn bất kỳ thành phố lớn nào ở châu Âu.
Trong lịch sử, thành phố là nơi có mười bốn nhà máy vào năm 1919. Chișinău là thủ đô tài chính và kinh doanh của Moldova. GDP của nó chiếm khoảng 60% nền kinh tế quốc gia đạt được vào năm 2012 với số tiền là 52 tỷ lei (4 tỷ đô la Mỹ). Do đó, GDP bình quân đầu người của Chișinău đứng ở mức 227% trung bình của Moldova. Chișinău có lĩnh vực truyền thông đại chúng lớn nhất và phát triển nhất ở Moldova, và là nhà của một số công ty liên quan, từ các mạng truyền hình và đài phát thanh hàng đầu đến các tờ báo lớn. Tất cả các ngân hàng quốc gia và quốc tế (15) đều có trụ sở chính đặt tại Chișinău.

## Khí hậu
| Dữ liệu khí hậu của Chișinău            | Dữ liệu khí hậu của Chișinău | Dữ liệu khí hậu của Chișinău | Dữ liệu khí hậu của Chișinău | Dữ liệu khí hậu của Chișinău | Dữ liệu khí hậu của Chișinău | Dữ liệu khí hậu của Chișinău | Dữ liệu khí hậu của Chișinău | Dữ liệu khí hậu của Chișinău | Dữ liệu khí hậu của Chișinău | Dữ liệu khí hậu của Chișinău | Dữ liệu khí hậu của Chișinău | Dữ liệu khí hậu của Chișinău | Dữ liệu khí hậu của Chișinău |
| Tháng                                   | 1                            | 2                            | 3                            | 4                            | 5                            | 6                            | 7                            | 8                            | 9                            | 10                           | 11                           | 12                           | Năm                          |
| --------------------------------------- | ---------------------------- | ---------------------------- | ---------------------------- | ---------------------------- | ---------------------------- | ---------------------------- | ---------------------------- | ---------------------------- | ---------------------------- | ---------------------------- | ---------------------------- | ---------------------------- | ---------------------------- |
| Cao kỉ lục °C (°F)                      | 15.5 (59.9)                  | 20.7 (69.3)                  | 25.7 (78.3)                  | 31.6 (88.9)                  | 35.9 (96.6)                  | 37.5 (99.5)                  | 39.4 (102.9)                 | 39.2 (102.6)                 | 37.3 (99.1)                  | 32.6 (90.7)                  | 23.6 (74.5)                  | 18.3 (64.9)                  | 39.4 (102.9)                 |
| Trung bình ngày tối đa °C (°F)          | 0.9 (33.6)                   | 2.6 (36.7)                   | 8.1 (46.6)                   | 15.6 (60.1)                  | 21.9 (71.4)                  | 25.2 (77.4)                  | 27.5 (81.5)                  | 27.2 (81.0)                  | 21.5 (70.7)                  | 15.2 (59.4)                  | 7.4 (45.3)                   | 2.2 (36.0)                   | 14.6 (58.3)                  |
| Trung bình ngày °C (°F)                 | −1.9 (28.6)                  | −0.8 (30.6)                  | 3.7 (38.7)                   | 10.4 (50.7)                  | 16.5 (61.7)                  | 19.9 (67.8)                  | 22.1 (71.8)                  | 21.7 (71.1)                  | 16.3 (61.3)                  | 10.5 (50.9)                  | 4.1 (39.4)                   | −0.6 (30.9)                  | 10.2 (50.4)                  |
| Tối thiểu trung bình ngày °C (°F)       | −4.3 (24.3)                  | −3.6 (25.5)                  | 0.2 (32.4)                   | 6.0 (42.8)                   | 11.6 (52.9)                  | 15.2 (59.4)                  | 17.3 (63.1)                  | 16.9 (62.4)                  | 12.0 (53.6)                  | 6.8 (44.2)                   | 1.5 (34.7)                   | −3.0 (26.6)                  | 6.4 (43.5)                   |
| Thấp kỉ lục °C (°F)                     | −28.4 (−19.1)                | −28.9 (−20.0)                | −21.1 (−6.0)                 | −6.6 (20.1)                  | −1.1 (30.0)                  | 3.6 (38.5)                   | 7.8 (46.0)                   | 5.5 (41.9)                   | −2.4 (27.7)                  | −10.8 (12.6)                 | −21.6 (−6.9)                 | −22.4 (−8.3)                 | −28.9 (−20.0)                |
| Lượng Giáng thủy trung bình mm (inches) | 36 (1.4)                     | 31 (1.2)                     | 34 (1.3)                     | 40 (1.6)                     | 48 (1.9)                     | 66 (2.6)                     | 64 (2.5)                     | 56 (2.2)                     | 51 (2.0)                     | 37 (1.5)                     | 38 (1.5)                     | 41 (1.6)                     | 542 (21.3)                   |
| Số ngày mưa trung bình                  | 8                            | 7                            | 11                           | 13                           | 14                           | 14                           | 12                           | 10                           | 10                           | 11                           | 12                           | 10                           | 132                          |
| Số ngày tuyết rơi trung bình            | 13                           | 13                           | 8                            | 1                            | 0.03                         | 0                            | 0                            | 0                            | 0                            | 0.4                          | 5                            | 11                           | 51                           |
| Độ ẩm tương đối trung bình (%)          | 82                           | 78                           | 71                           | 63                           | 60                           | 63                           | 62                           | 60                           | 66                           | 73                           | 81                           | 83                           | 70                           |
| Số giờ nắng trung bình tháng            | 75                           | 80                           | 125                          | 187                          | 254                          | 283                          | 299                          | 295                          | 226                          | 169                          | 75                           | 58                           | 2.126                        |
| Nguồn 1: Pogoda.ru.net                  |                              |                              |                              |                              |                              |                              |                              |                              |                              |                              |                              |                              |                              |
| Nguồn 2: NOAA (sun, 1961–1990)          |                              |                              |                              |                              |                              |                              |                              |                              |                              |                              |                              |                              |                              |